# Gyrothyra underwoodiana
Gyrothyra underwoodiana är en bladmossart som beskrevs av M.Howe. Gyrothyra underwoodiana ingår i släktet Gyrothyra och familjen Gyrothyraceae. Inga underarter finns listade i Catalogue of Life.